# Paula Ivan
Paula Ivan (* 20. Juli 1963 in Herăști als Paula Ilie) ist eine ehemalige rumänische Mittel- und Langstreckenläuferin, die 1988 Olympiasiegerin über 1500 m wurde. Zudem wurde sie 1989 Halleneuropameisterin und gewann mehrere Goldmedaille bei der Sommer-Universiade. Zudem hält sie den rumänischen Landesrekord über 1500 Meter im Freien sowie auch im Meilenlauf.

## Sportliche Laufbahn
Erste Erfahrungen bei internationalen Meisterschaften sammelte Paula Ivan bei den Crosslauf-Weltmeisterschaften 1984 in East Rutherford, bei denen sie nach 16:50 min auf den 34. Platz im Lang-Rennen gelangte. Im Jahr darauf wurde sie bei den Crosslauf-Weltmeisterschaften 1985 in Lissabon nach 16:06 min erneut 34. und gewann in der Teamwertung die Bronzemedaille hinter den Teams aus den Vereinigten Staaten und der Sowjetunion. 1986 gelangte sie bei den Crosslauf-Weltmeisterschaften in Neuenburg nach 15:38,5 min auf Rang 28 und im Sommer schied sie bei den Europameisterschaften in Stuttgart mit 4:10,64 min in der Vorrunde im 1500-Meter-Lauf aus. Bei den Crosslauf-Weltmeisterschaften 1987 in Warschau wurde sie nach 17:12 min Neunte und nahm im Juli erstmals an der Sommer-Universiade in Zagreb teil. Dort siegte sie in 4:01,32 min über 1500 m sowie in 8:53,61 min auch im 3000-Meter-Lauf. Anschließend startete sie bei den Weltmeisterschaften in Rom und schied dort mit 4:09,28 min in der Vorrunde über 1500 m aus und verpasste auch über 3000 m mit 8:51,20 min den Finaleinzug. Im Jahr darauf siegte sie mit neuem Meisterschaftsrekord von 1:56,42 min im 800-Meter-Lauf bei den Balkanspielen in Ankara und gewann in 4:05,32 min auch die Goldmedaille über 1500 m. Anschließend gelangte sie bei den Olympischen Sommerspielen in Seoul bis ins Finale über 1500 m und siegte dort mit neuem olympischen Rekord von 3:53,96 min und verpasste damit nur knapp den Weltrekord der Russin Tatjana Kasankina. Zudem erreichte sie auch über 3000 m das Finale und musste sich dort in 8:27,15 min nur der Ukrainerin Tetjana Samolenko-Dorowskych, die für die Sowjetunion startete, geschlagen geben.
1989 siegte sie in 4:07,16 min bei den Halleneuropameisterschaften in Den Haag und stellte im Juli mit 4:15,61 min in Nizza einen neuen Weltrekord über die Meile auf, der bis 1996 Bestand hatte. Ende August verteidigte sie bei den Studentenweltspielen in Duisburg in 4:13,58 min ihren Titel über 1500 m und siegte in 8:44,09 min auch erneut im 3000-Meter-Lauf. Anfang September siegte sie dann in 4:18,60 min beim IAAF World Cup in Barcelona über 1500 m. Im Jahr darauf bestritt sie im kalifornischen Westwood ihren vorerst letzten Wettkampf und beendete damit ihre aktive sportliche Karriere im Alter von 26 Jahren. Zehn Jahre später kehrte sie für eine Saison zur Leichtathletik zurück und lief dort in der erweiterten Weltspitze mit. Zudem belegte sie beim IAAF Grand Prix Final in Doha in 4:24,10 min den neunten Platz, ehe sie ihre Karriere gänzlich beendete.
Seit 2002 unterrichtet sie an der Universität Spiru Haret in der rumänischen Hauptstadt Bukarest.

## Persönliche Bestleistungen
- 800 Meter: 1:56,42 min, 16. Juli 1988 in Ankara
  - 800 Meter (Halle): 2:00,51 min, 28. Februar 1989 in Sevilla
- 1000 Meter: 2:34,73 min, 14. Juli 1989 in London
  - 1000 Meter (Halle): 2:40,72 min, 22. Januar 1989 in Sherbrooke
- 1500 Meter: 3:53,96 min, 1. Oktober 1988 in Seoul (rumänischer Rekord)
  - 1500 Meter (Halle): 4:06,20 min, 14. Februar 1987 in Bacău
- 1 Meile: 4:15,61 min, 10. Juli 1989 in Nizza (rumänischer Rekord)
  - 1 Meile (Halle): 4:18,99 min, 10. Februar 1989 in East Rutherford
- 3000 Meter: 8:27,15 min, 25. September 1988 in Seoul
  - 3000 Meter (Halle): 8:46,45 min, 15. Februar 1987 in Bacău

## Auszeichnungen
- Treudienst-Orden: Offizier (2000)[1]
- Ordinul Meritul Sportiv: Klasse I (2004)